# Частоозерский район
Частоозерский район — административно-территориальная единица (район) в Курганской области России. В рамках организации местного самоуправления в границах района существует муниципальное образование Частоозерский муниципальный округ (с 2004 до 2021 гг. — муниципальный район).
Административный центр — село Частоозерье.

## География
Район расположен в восточной части Курганской области и граничит с Тюменской областью, а также с Макушинским, Петуховским и Мокроусовским районами области.
В районе расположен Частоозерский государственный природный зоологический заказник регионального значения площадью 19,9 тыс.га. К охраняемым видам заказника относятся сибирская косуля, лось, глухарь, тетерев, серая куропатка, барсук, встречаются животные, занесенные в Красную книгу Российской Федерации и Курганской области.
Речная сеть неразвита. Озёр, напротив, имеется множество, крупнейшие: Щучье, Аккуль, Кабанье, Горькое (у деревни Шестаково), Горькое (у села Чердынцево), Большой Кушлук, Быково, Сазыкуль, Большое Бутырино и Малое Бутырино.

## История

### 1923—1931 годы
На основании постановления ВЦИК от 3 ноября 1923 года и Декрета ВЦИК от 12 ноября 1923 года в составе Ишимского округа Уральской области образован Частоозерский район с центром в селе Частоозерье из Бутыринской, Долговской,  Частоозерской, части Лихановской и Утчанской волостей Ишимского уезда Тюменской губернии. В состав района вошло 12 сельсовета: Беляковский, Бутыринский, Волчанский, Долговский, Лебяжьевский, Лихановский, Новотроицкий, Сивковский, Частоозерский, Чебачинский, Чердынцевский, Шестаковский
В 1925 году образован Карасьевский сельсовет.
Постановлением ВЦИК от 10 июня 1931 года район упразднён, сельсоветы перечислены в Петуховский район.

### 1935—1963 годы
Постановлением ВЦИК от 18 января 1935 года в составе Челябинской области образован Частоозерский район с центром в селе Частоозерье. В район перечислены сельсоветы из Петуховского района: Беляковский, Бутыринский, Волчанский, Долговский, Карасьевский, Лебяжьевский, Лихановский, Новотроицкий, Сивковский, Частоозерский, Чебачинский, Чердынцевский и Шестаковский.
Указом Президиума Верховного Совета СССР от 6 февраля 1943 года район включён в состав Курганской области.
Указом Президиума Верховного Совета РСФСР от 14 июня 1954 года упразднены Лебяжьевский, Чебачинский, Чердынцевский и Шестаковский сельсоветы.
Указом Президиума Верховного Совета РСФСР от 1 февраля 1963 года район упразднён, сельсоветы перечислены в Петуховский сельский район.

### С 1972 года
Указом Президиума Верховного Совета РСФСР от 3 апреля 1972 года в составе Курганской области образован Частоозерский район. В район перечислены из Петуховского района сельсоветы: Беляковский, Бутыринский, Восточный, Долговский, Новотроицкий, Сивковский и Частоозерский.
Решением Курганского облисполкома от 22 декабря 1972 года образован Чердынцевский сельсовет.
Решением Курганского облисполкома от 19 декабря 1973 года образован Лихановский сельсовет.
Законами Курганской области от 20 сентября 2018 года упразднены Лихановский и Чердынцевский сельсоветы.
Законом Курганской области от 29 декабря 2021 года № 176 в районе упразднены все сельсоветы, муниципальный район и входившие в его состав сельские поселения были преобразованы путём их объединения к 9 января 2022 года в муниципальный округ.

## Население
| 1926   | 1939    | 1959    | 1979  | 1989  | 2002  | 2009  |
| ------ | ------- | ------- | ----- | ----- | ----- | ----- |
| 22 887 | ↘14 085 | ↘12 425 | ↘9469 | ↘9178 | ↘7762 | ↘6588 |
| 2010   | 2011    | 2012    | 2013  | 2014  | 2015  | 2016  |
| ↘5924  | ↘5892   | ↘5776   | ↘5636 | ↘5460 | ↘5395 | ↘5324 |
| 2017   | 2018    | 2019    | 2020  | 2021  |       |       |
| ↘5314  | ↘5291   | ↘5186   | ↘5083 | ↘4783 |       |       |

### Национальный состав
Русские — 92,6 %, казахи — 4,4 %.
В XX веке на территории района существовал ряд национальных казахских поселений (Жанажол, Кызыл Жулдус и др.)

## Территориальное устройство
В рамках административно-территориального устройства, до 2021 года район делился на административно-территориальные единицы: 7 сельсоветов.
В рамках муниципального устройства, до 2021 года в одноимённый муниципальный район входили 7 муниципальных образований со статусом сельских поселений.
| №        | Бывшее муниципальное образование | Административный центр | Количество населённых пунктов | Население (чел.) | Площадь (км²) |
| -------- | -------------------------------- | ---------------------- | ----------------------------- | ---------------- | ------------- |
| 1        | Беляковский сельсовет            | село Беляковское       | 2                             | ↘198             | 213,83        |
| 2        | Бутыринский сельсовет            | село Бутырино          | 2                             | ↗361             | 194,01        |
| 3        | Восточный сельсовет              | село Восточное         | 3                             | ↘461             | 215,20        |
| 4        | Долговский сельсовет             | село Долгие            | 3                             | ↘422             | 197,58        |
| 4.000001 | Лихановский сельсовет            | село Лиханово          | 1                             | ↗52              | 129,82        |
| 5        | Новотроицкий сельсовет           | село Новотроицкое      | 3                             | ↘241             | 263,73        |
| 6        | Сивковский сельсовет             | село Сивково           | 3                             | ↘306             | 323,59        |
| 7        | Частоозерский сельсовет          | село Частоозерье       | 3                             | ↗3094            | 241,40        |
| 7.000002 | Чердынцевский сельсовет          | село Чердынцево        | 2                             | ↘130             | 146,72        |

Законом Курганской области от 20 сентября 2018 года, в состав Частоозерского сельсовета были включено единственное село упразднённого Лихановского сельсовета.
Законом Курганской области от 20 сентября 2018 года, в состав Бутыринского сельсовета были включены два населённых пункта упразднённого Чердынцевского сельсовета.
Законом Курганской области от 29 декабря 2021 года, муниципальный район и все входившие в его состав сельские поселения были упразднены и преобразованы путём их объединения в муниципальный округ; помимо этого были упразднены и сельсоветы района как его административно-территориальные единицы.

## Населённые пункты
В Частоозерском районе  (муниципальном округе) 22 населённых пункта (все — сельские).
| №  | Населённый пункт | Тип     | Население | Бывшее муниципальное образование |
| -- | ---------------- | ------- | --------- | -------------------------------- |
| 1  | Беляковское      | село    | ↘283      | Беляковский сельсовет            |
| 2  | Бутырино         | село    | ↘273      | Бутыринский сельсовет            |
| 3  | Волчье           | деревня | ↘122      | Восточный сельсовет              |
| 4  | Восточное        | село    | ↘439      | Восточный сельсовет              |
| 5  | Гомзино          | деревня | ↘58       | Новотроицкий сельсовет           |
| 6  | Денисова         | деревня | ↘230      | Частоозерский сельсовет          |
| 7  | Долгие           | село    | ↘356      | Долговский сельсовет             |
| 8  | Журавлевка       | деревня | ↘23       | Сивковский сельсовет             |
| 9  | Казанцево        | деревня | ↘56       | Частоозерский сельсовет          |
| 10 | Карасье          | деревня | ↘7        | Бутыринский сельсовет            |
| 11 | Лебяжье          | деревня | ↘58       | Сивковский сельсовет             |
| 12 | Лиханово         | село    | ↗52       | Частоозерский сельсовет          |
| 13 | Малодолгие       | деревня | ↘56       | Долговский сельсовет             |
| 14 | Новотроицкое     | село    | ↘309      | Новотроицкий сельсовет           |
| 15 | Окуневка         | деревня | ↘70       | Восточный сельсовет              |
| 16 | Песьяное         | деревня | ↘29       | Беляковский сельсовет            |
| 17 | Песьяное         | деревня | ↘97       | Долговский сельсовет             |
| 18 | Сивково          | село    | ↘349      | Сивковский сельсовет             |
| 19 | Частоозерье      | село    | ↘2749     | Частоозерский сельсовет          |
| 20 | Чебачье          | деревня | ↘47       | Бутыринский сельсовет            |
| 21 | Чердынцево       | село    | ↘171      | Бутыринский сельсовет            |
| 22 | Шестаково        | деревня | ↘68       | Новотроицкий сельсовет           |

## Экономика
Основу экономики района составляет сельскохозяйственное производство. В течение последних десяти лет район увеличивает посевные площади, обеспечивает успешную зимовку скота, увеличивает производство животноводческой продукции, принимает меры для успешного развития личных подсобных хозяйств. В районе работает предприятие ЗАО «Восток», специализирующееся на выращивании крупного рогатого скота и зерновых культур. Успешно развивается мясоперерабатывающее предприятие «Велес», основанное А. В. Ильтяковым.
На территории района насчитывается 24 малых предприятия. Организованы две мельницы, работает пекарня. В районе 109 предпринимателей. На полях кроме пяти крупных коллективных предприятий работает 118 крестьянских хозяйств. Всего в сфере личного предпринимательства занято 38 % от числа работающего населения района.
Частоозерье в Курганской области воспринимается как рыбный край. В настоящее время работает два специализированных коллектива по добыче рыбы: филиал Курганского рыбхоза и Частоозерское рыбное хозяйство.
В 15 км от села Частоозерье расположена база Бутыринского охотхозяйства. Здесь возможна охота на косулю, кабана, боровую дичь, водоплавающую и болотную дичь.

## Пресса
В феврале 1935 года вышел в свет первый номер газеты «Сталинец». 1 января 1958 года районной газете присвоили новое имя — «Светлый путь». 25 апреля 1962 года редакция была упразднена. С 1 января 1973 года вновь издаётся газета «Светлый путь».

## Известные жители
- Герой Советского Союза, родившийся на этой территории: А.В. Исаков (1911—1983)
- Герой Социалистического Труда, родившийся на этой территории: Ф.Ф. Верещагин (1927—1991)

### Руководители органов исполнительной власти

#### Председатель исполнительного комитета Частоозерского районого Совета народных дерутатов
- 1988 — 1991 — Каюнов Николай Григорьевич

#### Глава Администрации Частоозерского района
- декабрь 1991 — 22 апреля 1996 — Каюнов Николай Григорьевич
- ноябрь 1996 — май 2004 — Бекишев Сергей Николаевич
- август 2004 — 2008 — Макаров Олег Юрьевич

#### Глава Частоозерского района
- 2008 — 2018 — Шаталин Виктор Николаевич
- 5 марта 2018 — апрель 2019 — Журавлев Алексей Михайлович
- апрель 2019 — октябрь 2019 — и. о. Гончар Владимир Николаевич
- октябрь 2019 — 1 июля 2021 — Дружков Андрей Владимирович, сложил полномочия[30]
- 1 июля 2021 — 22 сентября 2021 — и. о. Перепечин Пётр Алексеевич
- 22 сентября 2021 — 20 июля 2022 — Перепечин Пётр Алексеевич; с 26 мая 2022 года руководитель ликвидационной комиссии
  - 26 мая 2022 — 20 сентября 2023 — руководитель ликвидационной комиссии Гончар Владимир Николаевич; юридическое лицо Администрация Частоозерского района (ИНН 4521000617) ликвидировано 20 сентября 2023 года

#### Глава Частоозерского муниципального округа Курганской области
19 июля 2022 года зарегистрирована Администрация Частоозерского муниципального округа Курганской области (ИНН 4500002395)
- С 19 июля 2022 — Перепечин Пётр Алексеевич

### Руководители органов законодательной власти

#### Председатель Частоозерской районной Думы
Частоозерская районная Дума сформирована в 1996 году в соответствии с Законом Курганской области от 05 февраля 1996 года № 37 «О местном самоуправлении в Курганской области» и Законом Курганской области от 22 июля 1996 года № 67 «О выборах депутатов представительных органов местного самоуправления Курганской области». В соответствии с Уставом района были избраны 10 депутатов.
- I созыв (выборы 24 ноября 1996 — 2000) — Бекишев Сергей Николаевич

В соответствии с Уставом района были избраны 12 депутатов.
- II созыв (выборы 26 ноября 2000 — 2004) — Бекишев Сергей Николаевич

В соответствии с Уставом района были избраны 15 депутатов.
- III созыв (выборы 28 ноября 2004 — 2010) — Исаков Валерий Александрович
- IV созыв (выборы 14 марта 2010 — 2015) — Исаков Валерий Александрович
- V созыв (выборы 13 сентября 2015 — 2020) — Исаков Валерий Александрович
- VI созыв (выборы 13 сентября 2020 — 2022) — Исаков Валерий Александрович; юридическое лицо Частоозерская районная Дума (ИНН 4521002861) ликвидировано 29 марта 2009 года.

#### Председатель Думы Частоозерского муниципального округа
- I созыв (выборы 24 апреля 2022 — 2027) — Исаков Валерий Александрович